# 台湾红丝线
台湾红丝线（学名：Lycianthes lysimachioides var. formosana）为茄科红丝线属下的一个变种。

## 扩展阅读
- 維基物種上的相關：台湾红丝线